# Logi Gunnarsson
Logi Gunnarsson (Keflavík, 5 settembre 1981) è un cestista islandese.

## Carriera
Con l'Islanda ha disputato due edizioni dei Campionati europei (2015, 2017).

## Palmarès
- Cestista islandese dell'anno (2001)
- Kjoris Cup (2002)